# Santa-Marta-Degenflügel
Der Santa-Marta-Degenflügel (Campylopterus phainopeplus), auch Türkisdegenflügel genannt, ist eine Vogelart aus der Familie der Kolibris (Trochilidae). Diese endemische und monotypische Art hat ein Verbreitungsgebiet, das sich auf die Sierra Nevada de Santa Marta im südamerikanischen Land Kolumbien beschränkt. Der Bestand wird von der IUCN als „vom Aussterben bedroht“ (critically endangered) eingestuft.

## Merkmale
Der Santa-Marta-Degenflügel erreicht eine Körperlänge von etwa 13 Zentimetern. Der kräftige 25 Millimeter lange Schnabel ist leicht gebogen. Das Männchen ist überwiegend grün: Der Scheitel ist grün und wird an der Hinterkrone und der Oberseite glitzernd grün. Die Kehle und die Brust sind blau glänzend. Der rechteckig geformte Schwanz ist stahlblau bis schwarz. In diesem Merkmal unterscheidet sich die Art deutlich vom Rotschwanz-Degenflügel. Die Oberseite des Weibchens schimmert grün, der Scheitel und die Wangen sind etwas trüber als beim Männchen. Die Unterseite ist grau mit grünen Flanken und Unterschwanzdecken. Der grüne Schwanz weist wenige graue Sprenkel auf.

## Verbreitung und Lebensraum

Verbreitung des Santa-Marta-Degenflügelsː * Orange = Brutgebiete, * Blau = Vorkommen ohne Brutgeschäft

Der Santa-Marta-Degenflügel kommt an feuchten Waldrändern und in schattigen Plantagen vor, besonders in den Bananenplantagen an den Südhängen der Sierra Nevada de Santa Marta bei San Sebastián de Buenavista. Hier bewegt er sich in Höhen zwischen 1200 und 4800 Metern, wobei er zwischen den Höhenlagen migriert. So ist er in der Trockensaison von Februar bis Mai in Höhen zwischen 1200 und 1800 Metern unterwegs. In der feuchteren Saison von Juni bis Oktober kann man ihn dann in den Höhenlagen des typischen Páramos bis hin zur Schneegrenze beobachten. An den Nordhängen findet man ihn nur am östlichen Ende am oberen Flusslauf des Rio Macotama.

## Verhalten
Der Santa-Marta-Degenflügel ist normalerweise alleine in den unteren bis mittleren Straten unterwegs. Bei der Nektaraufnahme bewegt er sich in schattigem und teilweise offenem Gelände. Beim Singen sitzt er meist auf hohen, exponierten Ästen. Er brütet in der Zeit von April bis Juni, wenn er in die höheren Lagen migriert.

## Gefährdung
Da nur noch 15 % der ursprünglichen Vegetation der Sierra Nevada de Santa Marta vorhanden sind, gilt das natürliche Habitat der Art als gefährdet. Dabei geht die größte Gefährdung von illegalem Anbau von Marihuana und Kokain aus. Aber auch der Beginn der Kultivierung von Kaffee und Bananen seit 1950 hat negative Auswirkungen auf das Ökosystem. Weniger problematisch scheinen die Brutgebiete des Vogels, die sich in den deutlich unwirtlicheren Regionen befinden. Am 24. März 2010 ist es der Forscherin Laura Cárdenas erstmals gelungen, auf ca. 1.900 m Höhe ein Bild eines lebenden Exemplars im Naturreservat El Dorado (Minca, Santa Marta) aufzunehmen.

## Etymologie und Forschungsgeschichte

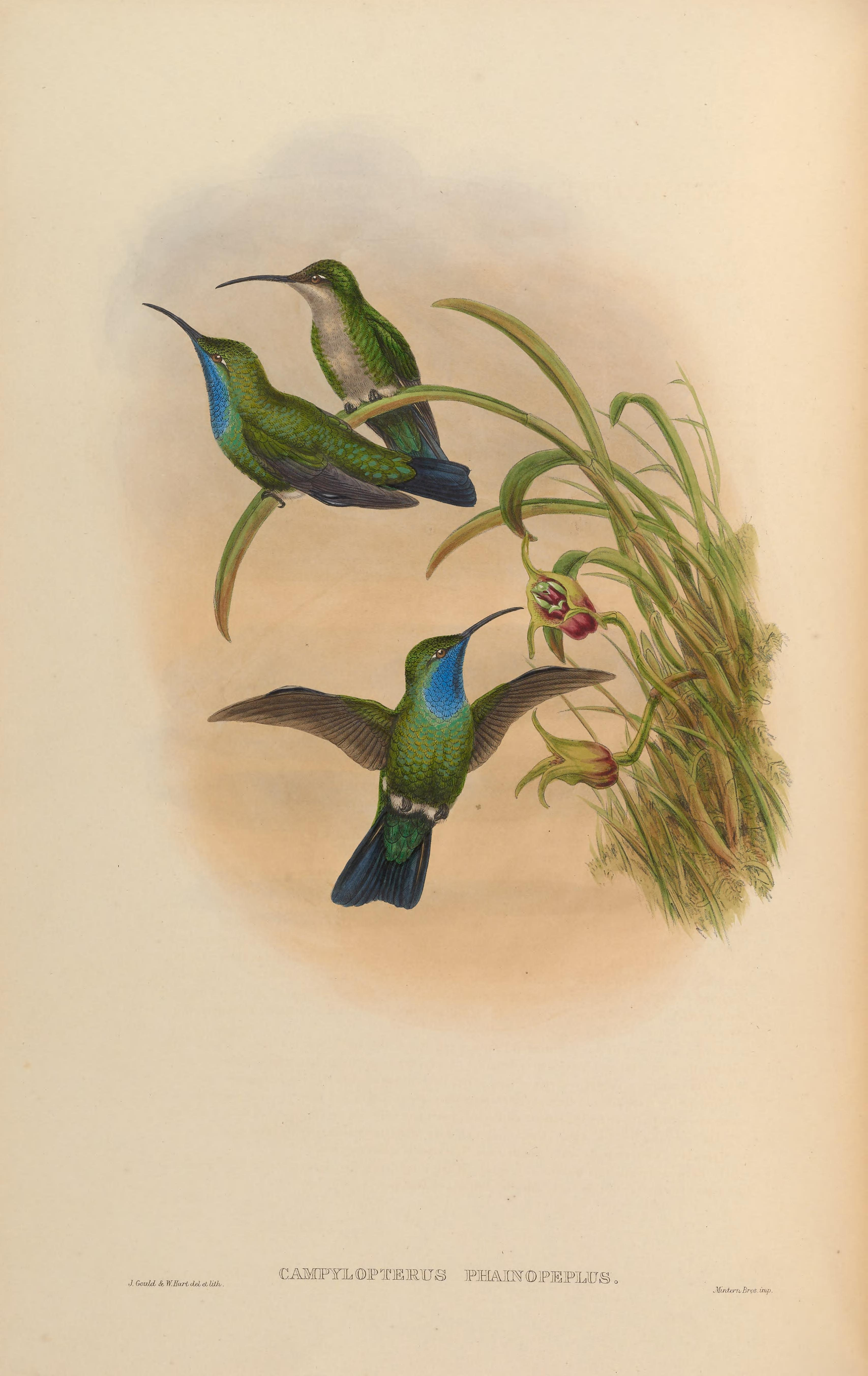
Santa-Marta-Degenflügel und Orchideenart Masdevallia civilis illustriert von John Gould und William Matthew Hart

Osbert Salvin und Frederick DuCane Godman beschrieben den Kolibri unter dem heutigen Namen Campylopterus phainopeplus. Als Fundort gaben sie Sierra Nevada de Santa Marta an. Der Sammler des Typusexemplars war der britische Geograph Frederic A. A. Simons. Der Gattungsname Campylopterus leitet sich vom griechischen καμπύλος kampýlos für „gebogen, gekrümmt“ und -πτερος, πτερόν -pteros, pterón für „-geflügelt, Flügel“ ab. Phainopeplus ist ein griechisches Gebilde aus φαεινός, φαίνω phaeinós, phaínō für „glänzend, strahlend, glänzen“ und πέπλος péplos für „Mantel“.